# 摩根·泰勒
摩根·泰勒（英語：Morgan Taylor，1903年4月17日—1975年2月16日），美国男子田径运动员。他曾代表美国参加1924年、1928年和1932年夏季奥林匹克运动会田径比赛，共收获一枚金牌和两枚铜牌。